# Фолльмер, Себастьян
Себастьян Георг Фолльмер (нем. Sebastian Georg Vollmer, 10 июля 1984, Карст, Северный Рейн-Вестфалия) — профессиональный немецкий футболист. С 2009 по 2016 год выступал на позиции тэкла нападения в составе клуба НФЛ «Нью-Ингленд Пэтриотс». Победитель Супербоула XLIX.

## Биография
Себастьян Фолльмер родился 10 июля 1984 года в Карсте (по другим данным, в Дюссельдорфе). В детстве он занимался футболом и плаванием, в четырнадцать лет увлёкся американским футболом. Играть в него Фолльмер начал в юношеской команде клуба «Дюссельдорф Пэнтер». Два раза он выигрывал юношеский чемпионат страны. В 2003 году он в составе сборной звёзд Европы принял участие в турнире в Сан-Диего. Там внимание на Фолльмера обратили тренеры студенческих команд. Через год он получил спортивную стипендию в Хьюстонском университете.

### Любительская карьера
В составе команды «Хьюстон Кугарс» Фолльмер дебютировал в 2004 году. Он сыграл в восьми матчах, сначала выходя на поле как блокирующий тайт-энд, а затем перейдя на место тэкла нападения. Сезон 2005 года он пропустил полностью из-за травмы спины. С третьего сезона в команде Фолльмер стал игроком стартового состава. В 2007 и 2008 годах он сыграл по тринадцать матчей. В последнем сезоне студенческой карьеры он позволил соперникам сделать всего один сэк в 610 пасовых розыгрышах. По итогам турнира Фолльмер был включён в состав символической сборной звёзд конференции США.

### Профессиональная карьера
Перед драфтом НФЛ 2009 года Фолльмер не вошёл в число игроков, получивших приглашение на показательные тренировки, организованные для скаутов клубов лиги. Он сыграл в матче всех звёзд студенческого футбола и участвовал в нескольких индивидуальных просмотрах. На драфте Фолльмер был выбран клубом «Нью-Ингленд Пэтриотс» во втором раунде под общим 58 номером.
Место в составе команды Фолльмер получил по ходу своего дебютного сезона. Он провёл восемь игр в стартовом составе, заменяя травмированного ветерана Мэтта Лайта. В 2010 году он стал основным правым тэклом «Пэтриотс» и единственный раз в карьере сыграл во всех шестнадцати матчах регулярного чемпионата. По ходу карьеры
В 2014 году он сыграл за команду в пятнадцати матчах регулярного чемпионата и выиграл с ней Супербоул XLIX.
Сезон 2016 года он пропустил полностью из-за травм плеча и бедра. К этому времени место в составе занял Маркус Кэннон, подписавший долгосрочный контракт. Из команды Фолльмер ушёл в статусе неограниченно свободного агента. В мае 2017 года он объявил о завершении карьеры. Всего за семь лет выступлений в НФЛ, с учётом плей-офф, он провёл 98 матчей, 90 из них в качестве игрока стартового состава. По данным сайта Spotrac за это время Фолльмер заработал 20,1 млн долларов. Большая часть этой суммы пришлась на четырёхлетний контракт, подписанный им после окончания сезона 2012 года.

### После окончания карьеры
После завершения карьеры игрока Фолльмер начал комментировать матчи НФЛ на немецком языке для стримингового сервиса DAZN. Вместе с бывшим игроком «Нью-Йорк Джайентс» Маркусом Куном он ведёт подкаст на сайте газеты Bild.